# Shorttrack-Europameisterschaften 2010

Logo der EM

Die Shorttrack-Europameisterschaften 2010 waren die 14. Auflage der Shorttrack-Europameisterschaften und fanden vom 22. bis 24. Januar 2010 in der Freiberger Arena in Dresden statt. Zum zweiten Mal nach der Austragung in Oberstdorf im Jahr 1999 wurden damit die Shorttrack-Europameisterschaften in Deutschland ausgetragen. Ausrichter der Europameisterschaften war die Internationale Eislaufunion (ISU), die im Juni 2007 die Meisterschaften vergab.
Insgesamt wurden vier Europameistertitel vergeben, jeweils einer im Mehrkampf und in der Staffel an Männer und Frauen. Um den Mehrkampfeuropameister zu ermitteln, bestritten die Athleten Wettkämpfe über die drei Distanzen 500 m, 1000 m und 1500 m. Die acht in der Mehrkampfwertung bestplatzierten Athleten nach diesen drei Strecken traten dann im 3000-m-Superfinale an.
Europameister im Mehrkampf wurde bei den Frauen Kateřina Novotná aus Tschechien und bei den Männern Titelverteidiger Nicola Rodigari aus Italien. Den Staffelwettbewerb gewann bei den Frauen das deutsche und bei den Männern das italienische Quartett. Insgesamt besuchten 4500 Zuschauer (Freitag 600, Samstag 1400, Sonntag 2500) die Titelkämpfe.

## Teilnehmende Nationen
Insgesamt nahmen 127 Athleten aus 24 Ländern an den Europameisterschaften teil, darunter 70 Männer und 57 Frauen.
| Teilnehmende Nationen (Frauen/Männer)                                                                        | Teilnehmende Nationen (Frauen/Männer)                                                           | Teilnehmende Nationen (Frauen/Männer)                                                   | Teilnehmende Nationen (Frauen/Männer)                                                   |
| --- | ----------------------------------------------------------------------------------------------- | --------------------------------------------------------------------------------------- | --------------------------------------------------------------------------------------- |
| Belarus (2/5) Belgien (1/2) Bosnien und Herzegowina (0/1) Bulgarien (5/5) Deutschland (5/5) Frankreich (2/5) | Großbritannien (4/5) Israel (0/2) Italien (5/5) Kroatien (0/1) Lettland (0/3) Niederlande (5/5) | Österreich (3/2) Polen (5/5) Rumänien (1/0) Russland (5/5) Schweden (1/0) Serbien (1/0) | Slowakei (1/2) Slowenien (1/0) Tschechien (1/1) Türkei (2/4) Ukraine (2/4) Ungarn (5/3) |

## Zeitplan
Der Zeitplan war parallel für Frauen und Männer wie folgt gestaltet.
Freitag, 22. Januar 2010
- 1500 m: Vorlauf, Halbfinale, Finale
- Staffel: Vorlauf

Samstag, 23. Januar 2010
- 500 m: Vorlauf, Viertelfinale, Halbfinale, Finale
- Staffel: Halbfinale

Sonntag, 24. Januar 2010
- 1000 m: Vorlauf, Halbfinale, Finale
- 3000 m: Superfinale
- Staffel: Finale

## Ergebnisse

### Frauen

#### Mehrkampf
- In den Spalten 500 m, 1000 m, 1500 m und 3000 m ist erst angegeben, welche Platzierung der Athlet erreichte, dahinter in Klammern, wie viele Punkte er dafür erhielt.
- Jeder Athlet, der in ein Finale gekommen ist, erhält dort für seine Platzierung Punkte, von 34 Punkten für den ersten Platz geht es bis zu einem Punkt für den achten Platz. Tritt ein Athlet nicht an (DNS), wird er disqualifiziert (DSQ) oder erreicht er nicht das Ziel (DNF), bekommt er keine Punkte für die Mehrkampf-Wertung.

| Rang | Name              | Punkte | 500 m   | 1000 m  | 1500 m  | 3000 m  |
| ---- | ----------------- | ------ | ------- | ------- | ------- | ------- |
| 1.   | Kateřina Novotná  | 89     | 2. (21) | 1. (34) | 17. (0) | 1. (34) |
| 2.   | Arianna Fontana   | 86     | 1. (34) | 8. (0)  | 1. (34) | 3. (13) |
| 3.   | Elise Christie    | 42     | 11. (0) | 9. (0)  | 2. (21) | 2. (21) |
| 4.   | Bernadett Heidum  | 26     | 12. (0) | 2. (21) | 6. (3)  | 7. (2)  |
| 5.   | Ewgenija Radanowa | 21     | 17. (0) | 5. (5)  | 3. (13) | 6. (3)  |
| 6.   | Véronique Pierron | 18     | 9. (0)  | 3. (13) | 16. (0) | 5. (5)  |
| 7.   | Erika Huszár      | 18     | 3. (13) | 26. (0) | 5. (5)  | 9. (0)  |
| 8.   | Paula Bzura       | 16     | 14. (0) | 6. (0)  | 4. (8)  | 4. (8)  |

Arianna Fontana bekam fünf Zusatzpunkte.

#### Einzelstrecken
500 Meter
| Rang | Name             | Zeit     |
| ---- | ---------------- | -------- |
| 1.   | Arianna Fontana  | 43,877 s |
| 2.   | Kateřina Novotná | 43,945 s |
| 3.   | Erika Huszár     | 44,088 s |
| 4.   | Susanne Rudolph  | 44,956 s |

Datum: 23. Januar 2010

1000 Meter
| Rang | Name              | Zeit         |
| ---- | ----------------- | ------------ |
| 1.   | Kateřina Novotná  | 1:33,897 min |
| 2.   | Bernadett Heidum  | 1:34,316 min |
| 3.   | Véronique Pierron | 1:34,347 min |
| 4.   | Jorien ter Mors   | 1:34,372 min |
| 5.   | Ewgenija Radanowa | 1:34,816 min |

Datum: 24. Januar 2010

1500 Meter
| Rang | Name              | Zeit         |
| ---- | ----------------- | ------------ |
| 1.   | Arianna Fontana   | 2:23,946 min |
| 2.   | Elise Christie    | 2:24,042 min |
| 3.   | Ewgenija Radanowa | 2:24,120 min |
| 4.   | Paula Bzura       | 2:25,353 min |
| 5.   | Erika Huszár      | 2:25,768 min |
| 6.   | Bernadett Heidum  | 2:25,817 min |
| 7.   | Martina Valcepina | 2:25,898 min |
| 8.   | Cecilia Maffei    | 2:26,407 min |

Datum: 22. Januar 2010

3000 Meter Superfinale
| Rang | Name              | Zeit         |
| ---- | ----------------- | ------------ |
| 1.   | Kateřina Novotná  | 5:13,464 min |
| 2.   | Elise Christie    | 5:14,007 min |
| 3.   | Arianna Fontana   | 5:14,317 min |
| 4.   | Paula Bzura       | 5:14,411 min |
| 5.   | Véronique Pierron | 5:15,227 min |
| 6.   | Ewgenija Radanowa | 5:15,722 min |
| 7.   | Bernadett Heidum  | 5:15,877 min |
| 8.   | Jorien ter Mors   | 5:15,958 min |
| 9.   | Erika Huszár      | 5:23,165 min |
| 10.  | Susanne Rudolph   | 5:24,986 min |

Datum: 24. Januar 2010
Superfinale der acht besten Mehrkämpferinnen nach drei Distanzen. Wegen Punktgleichheit traten zehn Läuferinnen an.

#### Staffel
| Rang | Name                                                                        | Zeit         |
| ---- | --------------------------------------------------------------------------- | ------------ |
| 1.   | DeutschlandAika Klein Julia Riedel Christin Priebst Bianca Walter           | 4:15,979 min |
| 2.   | RusslandWalerija Potjomkina Jekaterina Belowa Olga Beljakowa Nina Jewtejewa | 4:16,516 min |
| 3.   | NiederlandeAnnita van Doorn Maaike Vos Liesbeth Mau Asam Jorien ter Mors    | 4:18,263 min |
| 4    | UngarnErika Huszár Rózsa Darázs Bernadett Heidum Andrea Keszler             | 4:22,359 min |

Datum: 22. bis 24. Januar 2010

### Männer

#### Mehrkampf
- In den Spalten 500 m, 1000 m, 1500 m und 3000 m ist erst angegeben, welche Platzierung der Athlet erreichte, dahinter in Klammern, wie viele Punkte er dafür erhielt.
- Jeder Athlet, der in ein Finale gekommen ist, erhält dort für seine Platzierung Punkte, von 34 Punkten für den ersten Platz geht es bis zu einem Punkt für den achten Platz. Tritt ein Athlet nicht an (DNS), wird er disqualifiziert (DSQ) oder erreicht er nicht das Ziel (DNF), bekommt er keine Punkte für die Mehrkampf-Wertung.

| Rang | Name               | Punkte | 500 m   | 1000 m  | 1500 m  | 3000 m  |
| ---- | ------------------ | ------ | ------- | ------- | ------- | ------- |
| 1.   | Nicola Rodigari    | 102    | 3. (13) | 1. (34) | 1. (34) | 2. (21) |
| 2.   | Thibaut Fauconnet  | 76     | DSQ (0) | 2. (21) | 2. (21) | 1. (34) |
| 3.   | Maxime Châtaignier | 42     | 1. (34) | 6. (0)  | 11. (0) | 4. (8)  |
| 4.   | Niels Kerstholt    | 29     | 14. (0) | 3. (13) | 3. (13) | 6. (3)  |
| 5.   | Jon Eley           | 22     | 2. (21) | 14. (0) | 44. (0) | 8. (1)  |
| 6.   | Yuri Confortola    | 21     | 7. (0)  | DSQ (0) | 6. (3)  | 3. (13) |
| 7.   | Paul Herrmann      | 13     | 20. (0) | 18. (0) | 4. (8)  | 5. (5)  |
| 8.   | Sjinkie Knegt      | 7      | 6. (0)  | 11. (0) | 5. (5)  | 7. (2)  |

Yuri Confortola bekam fünf Zusatzpunkte.

#### Einzelstrecken
500 Meter
| Rang | Name               | Zeit         |
| ---- | ------------------ | ------------ |
| 1.   | Maxime Châtaignier | 46,841 s     |
| 2.   | Jon Eley           | 46,957 s     |
| 3.   | Nicola Rodigari    | 1:07,883 min |
|      | Thibaut Fauconnet  | DSQ          |

Datum: 23. Januar 2010

1000 Meter
| Rang | Name              | Zeit         |
| ---- | ----------------- | ------------ |
| 1.   | Nicola Rodigari   | 1:27,815 min |
| 2.   | Thibaut Fauconnet | 1:27,929 min |
| 3.   | Niels Kerstholt   | 1:28,689 min |
|      | Yuri Confortola   | DSQ          |

Datum: 24. Januar 2010

1500 Meter
| Rang | Name              | Zeit         |
| ---- | ----------------- | ------------ |
| 1.   | Nicola Rodigari   | 2:15,682 min |
| 2.   | Thibaut Fauconnet | 2:15,857 min |
| 3.   | Niels Kerstholt   | 2:15,989 min |
| 4.   | Paul Herrmann     | 2:16,109 min |
| 5.   | Sjinkie Knegt     | 2:16,846 min |
| 6.   | Yuri Confortola   | 3:20,669 min |

Datum: 22. Januar 2010

3000 Meter Superfinale
| Rang | Name               | Zeit         |
| ---- | ------------------ | ------------ |
| 1.   | Thibaut Fauconnet  | 4:49,585 min |
| 2.   | Nicola Rodigari    | 4:50,078 min |
| 3.   | Yuri Confortola    | 4:50,127 min |
| 4.   | Maxime Châtaignier | 4:50,252 min |
| 5.   | Paul Herrmann      | 4:50,341 min |
| 6.   | Niels Kerstholt    | 4:50,516 min |
| 7.   | Sjinkie Knegt      | 5:07,898 min |
| 8.   | Jon Eley           | 5:13,564 min |

Datum: 24. Januar 2010
Superfinale der acht besten Mehrkämpfer nach drei Strecken.

#### Staffel
| Rang | Name                                                                             | Zeit         |
| ---- | -------------------------------------------------------------------------------- | ------------ |
| 1.   | ItalienNicola Rodigari Roberto Serra Nicolas Bean Yuri Confortola                | 6:45,195 min |
| 2.   | DeutschlandTyson Heung Paul Herrmann Sebastian Praus Robert Seifert              | 6:45,256 min |
| 3.   | GroßbritannienAnthony Douglas Jack Whelbourne Jon Eley Tom Iveson                | 6:47,691 min |
|      | FrankreichMaxime Châtaignier Thibaut Fauconnet Benjamin Macé Jean-Charles Mattei | DSQ          |

Datum: 22. bis 24. Januar 2010

## Medaillenspiegel
| Platz  | Land           | Gold | Silber | Bronze | Gesamt |
| ------ | -------------- | ---- | ------ | ------ | ------ |
| 1      | Italien        | 2    | 1      | –      | 3      |
| 2      | Deutschland    | 1    | 1      | –      | 2      |
| 3      | Tschechien     | 1    | –      | –      | 1      |
| 4      | Frankreich     | –    | 1      | 1      | 2      |
| 5      | Russland       | –    | 1      | –      | 1      |
| 6      | Großbritannien | –    | –      | 2      | 2      |
| 7      | Niederlande    | –    | –      | 1      | 1      |
| Gesamt | Gesamt         | 4    | 4      | 4      | 12     |